# Élodie Ravera-Scaramozzino
Pour les articles homonymes, voir Ravera.
Élodie Ravera-Scaramozzino, née le 19 septembre 1995 à Nice, est une rameuse d'aviron française.

## Carrière
En septembre 2015, elle se qualifie avec Hélène Lefebvre pour l'épreuve de deux de couple des Jeux olympiques d'été de 2016. Elles terminent 5e de l'épreuve lors des Jeux.
Le 4 août 2018, elle devient championne d'Europe du deux de couple en compagnie d'Hélène Lefebvre.

## Palmarès

### Championnats du monde junior
- Championnats du monde junior 2013 à Trakai ( Lituanie) :
  -  Médaille de bronze en skiff
- Championnats du monde junior 2010 à Eton ( Angleterre) :
  -  Médaille de bronze en deux de couple

### Championnats d'Europe séniors
- Championnats d'Europe 2018 à Glasgow ( Écosse) :
  -  Médaille d'or en deux de couple

### Jeux méditerranéens de plage
- Jeux méditerranéens de plage de 2023 à Héraklion ( Grèce) :
  -  Médaille d'argent en skiff